# Rue du Moulin (Nantes)
Pour les articles homonymes, voir Rue du Moulin.
La rue du Moulin est une voie de Nantes, en France.

## Situation et accès
Située dans le centre-ville de Nantes, la  rue du Moulin, qui relie la rue de la Marne à la place de l'Hôtel-de-Ville, est bitumée et ouverte à la circulation automobile dans sa partie nord, tandis qu'elle est piétonnisée dans sa partie sud. Elle rencontre la rue des Bons-Français, la place Dulcie-September, la rue des Trois-Croissants, la rue Fénelon et la rue Bossuet.

## Historique
Des fouilles archéologiques organisées dans la rue, en 1806, permettent la mise au jour de « décombres d'anciens bâtiments, avec des vases étrusques, des inscriptions romaines, des fragments de peinture à fresque, des meules de moulins et des médailles ».
En 1325, un couvent est installé dans la rue des Carmes. Le chevet de l'église conventuelle donne sur l'actuelle rue du Moulin. Cette église est rebâtie en 1364.
La ville de Nantes, craignant d'avoir à subir un siège, fait construire, en 1590, plusieurs moulins de bois. L'un d'entre eux est bâti dans la « basse rue de Verdun »,.
En 1802, la nef de l'église des Carmes est transformée en salle de spectacles, et la partie de l'édifice donnant sur la rue du Moulin disparaît. La « salle de la rue du Moulin », également baptisée « théâtre des Variétés » (à ne pas confondre avec la salle de la rue du Bignon-Lestard devenue rue Rubens, ou la salle de la rue Mercœur à la fin du XIXe siècle), ouverte par Mme Charles, est dirigée par Ferville, fils d'un directeur du théâtre Graslin. Elle connaît un certain succès sous l'Empire et au début de la Restauration, et ferme en 1818 une maison se dresse ensuite à cet emplacement ; abrite une épicerie en 1826.
Au début du XIXe siècle, une « maison de la Retraite des Hommes » (construite à la fin du XVIIIe siècle) est signalée. Ce bâtiment devient, par la suite, une école municipale de dessin, sur un site qui accueille également la Caisse d'épargne, avant son transfert à l'angle des rues de Strasbourg et de l'Union, en 1869. En octobre 1871, le bâtiment est transformé en école de garçons.
Après la percée, en 1874, de la « rue de Châteaudun », actuelle rue du Général-Leclerc-de-Hauteclocque, qui entraîne l'élargissement de la place de l'Hôtel-de-Ville, la rue de la Commune est réduite à sa partie nord-est, tandis que la rue du Moulin est prolongée jusqu'à la place de l'Hôtel-de-Ville.
La voie a été appelée « rue du Paradis », « rue de Verdun » (en partie ou en totalité et dont le nom signifiait « Dune verte », n'ayant donc rien à voir avec la ville homonyme), « basse rue de Verdun » (entre la rue de la Marne et la rue Fénelon), « rue de la Commune » sur la partie qui a été retranchée à la rue de la Commune actuelle.
Le bombardement du 16 septembre 1943 entraîne la destruction d'un îlot d'immeubles à l'extrémité nord de la rue. Les bâtiments ne sont pas reconstruits, et à cet emplacement est créé le square Amiral-Halgan. De même, le magasin Decré est détruit. L'école primaire située à proximité du magasin ne subit heureusement pas le même sort et voit même sa façade rénovée durant les décennies suivantes, avant d'être finalement démolie au début des années 1970 pour laisser la place à un parking à étages, ouvert en 1974. Cette construction a provoqué la disparition du portail dit « de la Retraite des Hommes ».

## Bâtiments remarquables et lieux de mémoire
Au no 29 de la rue se tient l'« hôtel Charette » (un des trois bâtiments de la ville ayant porté ce nom). Cette maison a été habitée notamment par Louis Charette de la Colinière, maire de Nantes en 1613 et 1614. Bâtie au début du XVIIe siècle, elle est conçue dans un style Louis XIII : deux ailes en équerre entourent un bâtiment dont la partie centrale est surélevée. Le fronton de la porte est en deux parties, l'une arrondie surmontée d'une autre en triangle, et abrite une statue. Cette bâtisse abrita un orphelinat au XXe siècle.

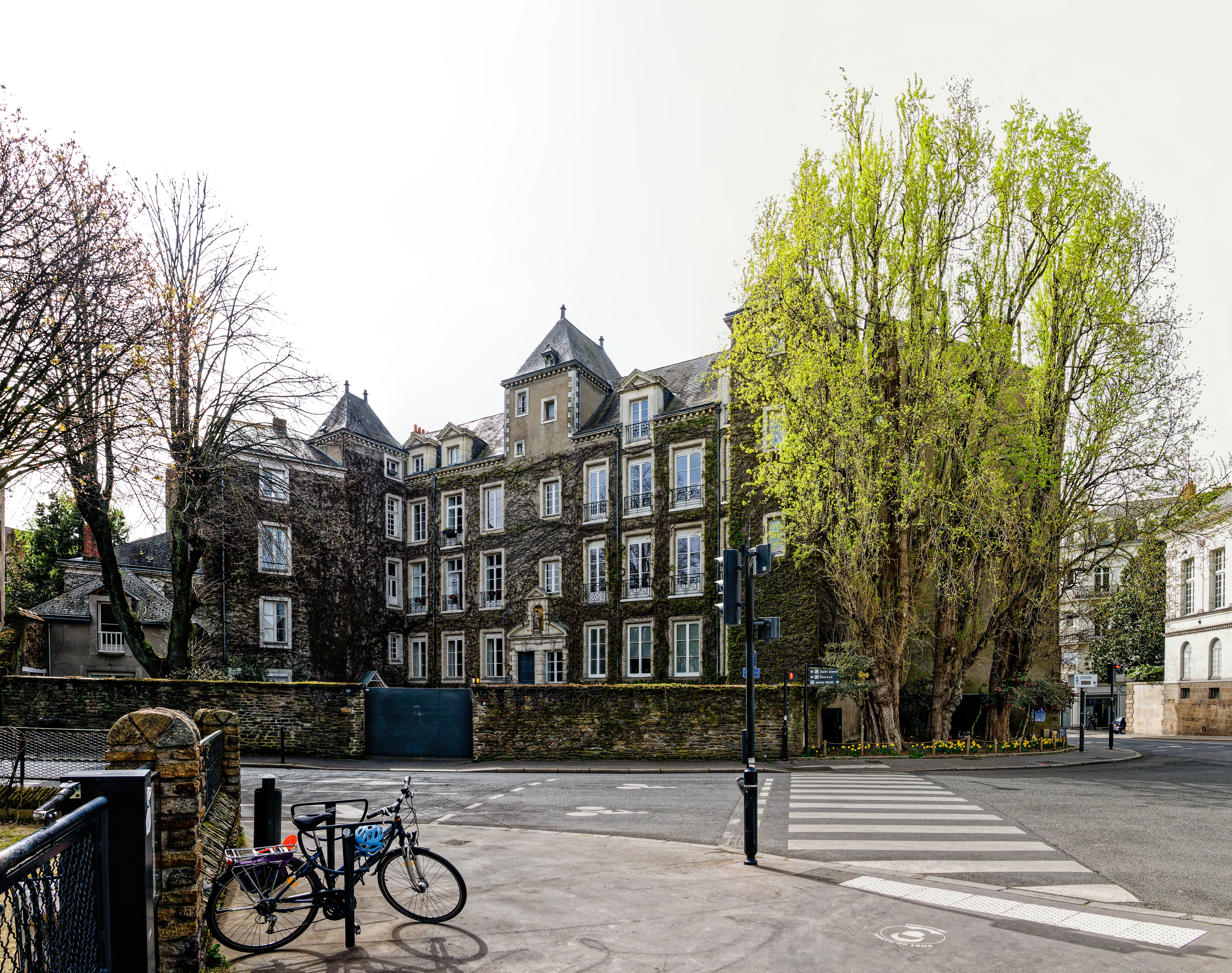
Hôtel Charette
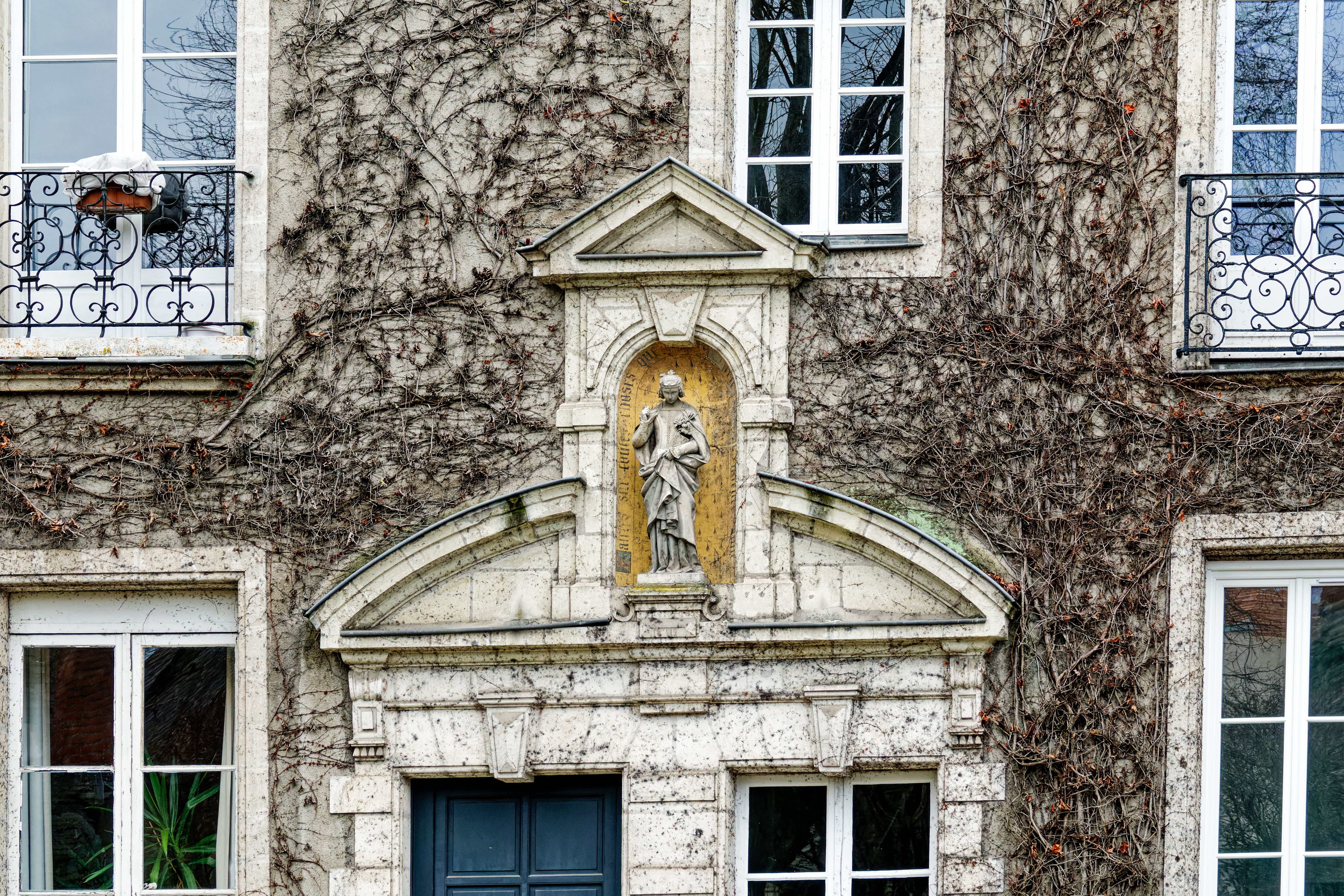
Fronton de la porte de l'hôtel Charrette